# Женская сборная Мексики по водному поло
Женская сборная Мексики по водному поло — национальная ватерпольная команда, представляющая Мексику на международной арене. Управляющей организацией является Федерация плавания Мексики (исп. Federación Mexicana de Natación; англ. Mexican Swimming Federation).

## Результаты выступлений

### Панамериканские игры
| Год       | Место          | И              | В              | Н              | П              | ГЗ             | ГП             | +/-            |
| --------- | -------------- | -------------- | -------------- | -------------- | -------------- | -------------- | -------------- | -------------- |
| 1999—2007 | не участвовали | не участвовали | не участвовали | не участвовали | не участвовали | не участвовали | не участвовали | не участвовали |
| 2011      | 6              | 5              | 2              | 0              | 3              | 55             | 57             | -2             |
| 2015      | 6              | 5              | 1              | 0              | 4              | 41             | 66             | -25            |
| 2019      | 6              | 6              | 2              | 0              | 4              | 60             | 73             | -13            |
| 2023      | 5              | 6              | 2              | 0              | 4              | 50             | 106            | -56            |

### Панамериканские чемпионаты
| Год        | Место          | И              | В              | Н              | П              | ГЗ             | ГП             | +/-            |
| ---------- | -------------- | -------------- | -------------- | -------------- | -------------- | -------------- | -------------- | -------------- |
| 2001       | не участвовали | не участвовали | не участвовали | не участвовали | не участвовали | не участвовали | не участвовали | не участвовали |
| 2005       | 5              | 4              | 0              | 0              | 4              | 7              | 59             | -52            |
| 2006—н. в. | не участвовали | не участвовали | не участвовали | не участвовали | не участвовали | не участвовали | не участвовали | не участвовали |